# T'Ogum
Altair Bento de Oliveira, mais conhecido como T'Ogum, babalorixá do Candomblé, iniciado em 3 de outubro de 1966 pelo babalorixá Carlos Gonzaga (Carlos de Obaluaiê), em Duque de Caxias, Rio de Janeiro, teve sua saída de Orucô em 22 de outubro de 1966 na nação Queto. 
Além de babalorixá, é pesquisador e estudioso da cultura Afro-brasileira, Cultura Negra Iorubá, de suas linguagens e costumes.